# Gare de Lusignan
Gare de Lusignan vasútállomás Franciaországban, Lusignan településen.

## Vasútvonalak
Az állomást az alábbi vasútvonalak érintik:
- Saint-Benoît-La Rochelle-Ville-vasútvonal

## Kapcsolódó állomások
A vasútállomáshoz az alábbi állomások vannak a legközelebb:
- Gare de Poitiers
- Gare de Rouillé